# Geoffroy Didier

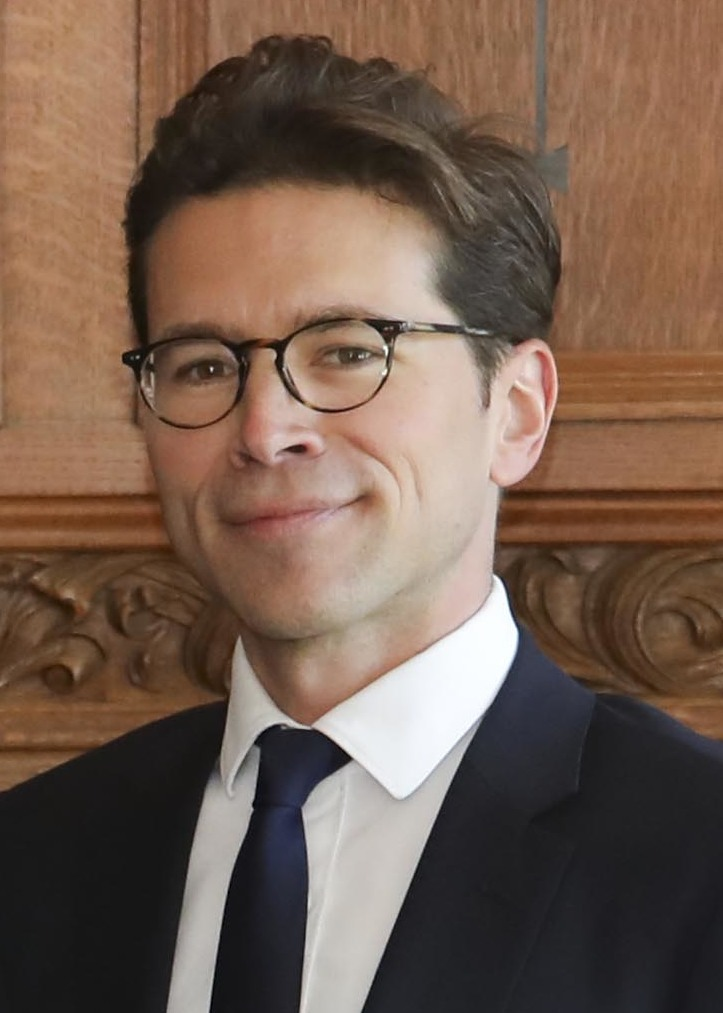
Geoffroy Didier

Geoffroy Didier (* 12. April 1976 in Boulogne-Billancourt) ist ein französischer Rechtsanwalt und Politiker der Les Républicains, der seit 2017 Mitglied des Europäischen Parlaments ist.

## Frühes Leben und Ausbildung
Didier schloss 1998 sein Studium an der Sciences Po ab und erwarb 1999 einen Master-Abschluss in Wirtschaftsrecht an der Universität Panthéon-Assas. Er besitzt außerdem einen Abschluss der École supérieure des sciences économiques et commerciales (2004).

## Politische Karriere

### Karriere in der nationalen Politik
Im Jahr 2008 arbeitete Didier als Berater des Ministers für Immigration, Integration, nationale Identität und kooperative Entwicklung Brice Hortefeux in der Regierung von Premierminister François Fillon.
Didier gilt als enger Vertrauter von Valérie Pécresse und spielte bei vielen ihrer politischen Kampagnen eine wichtige Rolle, unter anderem als sie bei den Wahlen 2015 zur Präsidentin der Region Paris gewählt wurde.
Im März 2016 kündigte Didier seine Kandidatur für die Vorwahlen der Republikaner im Vorfeld der französischen Präsidentschaftswahlen 2017 an, erhielt jedoch nicht genügend Stimmen. Später unterstützte er Alain Juppé als Kandidaten der Partei für das Amt des französischen Präsidenten, bevor er die Kampagne von François Fillon unterstützte.
Bei der Wahl des Parteivorsitzes 2017 unterstützte Didier Laurent Wauquiez.

### Mitglied des Europäischen Parlaments, 2017- bis heute
Didier kandidierte erfolglos für die Europawahlen 2014. Als Constance Le Grip jedoch als Abgeordnete zurücktrat, um in die Nationalversammlung zu wechseln, nahm Didier im Juni 2017 ihren Platz ein. Seitdem ist er Mitglied des Rechtsausschusses, wo er zum Berichterstatter des Parlaments für das Gesetz über digitale Dienste 2021 ernannt wurde. Im Jahr 2020 wird er außerdem Mitglied des Sonderausschusses für künstliche Intelligenz im digitalen Zeitalter.
Neben seinen Aufgaben in den Ausschüssen ist Didier auch Mitglied der Delegation für die Beziehungen zu den Vereinigten Staaten.
Als Wauquiez 2019 von der Führung der Republikaner zurücktrat, wurde Didier von den Medien als potenzieller Nachfolger gehandelt, gab aber bald bekannt, dass er sich nicht für das Amt zur Verfügung stellen würde; stattdessen unterstützte er Christian Jacob.

## Politische Positionen
Anfang 2020 forderte Didier den Hohen Vertreter der Union für Außen- und Sicherheitspolitik, Josep Borrell, in einem Schreiben auf, das Abkommen über die strategische Partnerschaft zwischen der EU und Japan auszusetzen und Maßnahmen gegen Fälle sogenannter elterlicher Kindesentführung zu fordern, von denen in Japan lebende Europäer betroffen sind.